# 君のそばに
「君のそばに」（きみのそばに）は、久保田利伸の31枚目のシングル。2005年11月2日にSME Recordsから発売された。

## 概要
前作「Club Happiness」から3ヶ月ぶりのシングル。映画「同じ月を見ている」主題歌のために書き下ろされた。黒木メイサが出演したミュージック・ビデオの監督は田所貴司。カップリング曲は日本テレビ系列「ぐるぐるナインティナイン」エンディングテーマ。

## 収録曲
全曲　作詞・作曲：久保田利伸　編曲：柿崎洋一郎
1. 君のそばに(5:18)
2. Rock wit me Poh'(5:27)
  - 「電波少年に毛が生えた 最後の聖戦」での企画「日本ポッチャリ党」に提供した「ポッチャリ党Michinori MIX」を下敷きにしている。

## 収録アルバム
- オリジナル『FOR REAL?』（2006年3月1日）
- サントラ『「同じ月を見ている」オリジナル・サウンドトラック』（2005年11月2日）※Orchestra Version, Piano Solo

## タイアップ
- 君のそばに：東映配給映画「同じ月を見ている」主題歌
- Rock wit me Poh' ：日本テレビ系列「ぐるぐるナインティナイン」エンディングテーマ